# Stół szwedzki

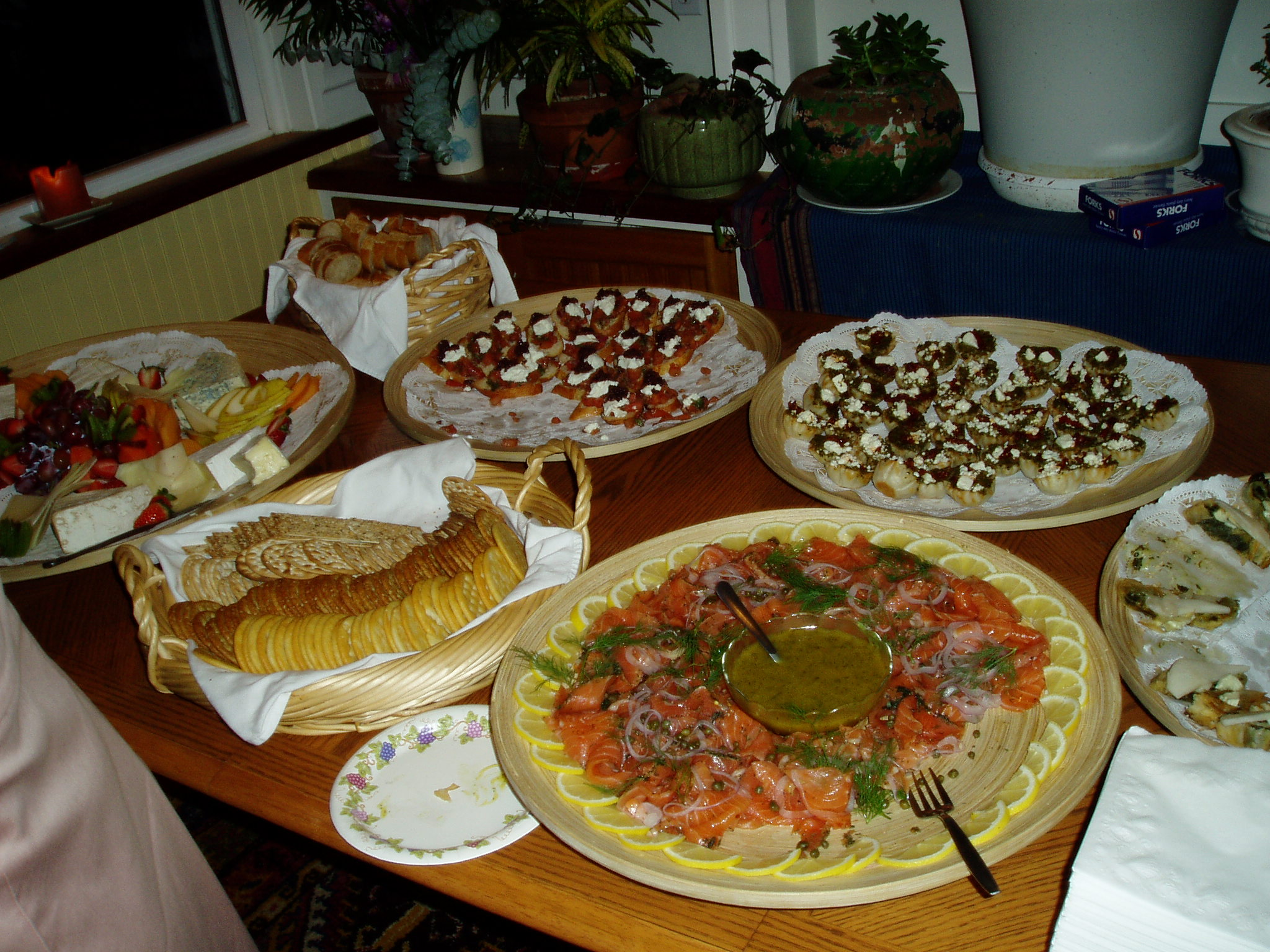

Stół szwedzki, bufet szwedzki (szw. smörgåsbord) – sposób serwowania posiłków w hotelach, rzadziej restauracjach, polegający na udostępnieniu gościom kilkunastu potraw, z których mogą oni ułożyć pełny posiłek z uwzględnieniem własnych upodobań kulinarnych i dietetycznych. Korzystający ze szwedzkiego stołu mogą zazwyczaj najeść się do woli za zryczałtowaną (ustaloną z góry) kwotę.
Szwedzki stół jest również popularną formą organizacji przyjęć firmowych i spotkań biznesowych, ponieważ jedzenie nie przeszkadza w żaden sposób w rozmowach i nawiązywaniu kontaktów pomiędzy uczestnikami, inaczej niż tradycyjna organizacja stołu. Nazwa wywodzi się od szwedzkiej tradycji serwowania tego typu posiłków, która sięga XVI wieku. W języku szwedzkim określa się je słowem smörgåsbord, czyli „stół kanapkowy”. Szczególną odmianą smörgåsbord jest julbord, serwowany w czasie świąt Bożego Narodzenia.
Anegdota, zapewne apokryficzna, wiąże szwedzki stół z Polską. W roku 1656, król szwedzki Karol X Gustaw, chcąc sobie zaoszczędzić trudów oblegania Zamościa, wprosił się na posiłek do Jana Sobiepana Zamoyskiego, chcąc przy okazji skłonić go do poddania miasta. Ordynat przyjął króla poza murami, wystawnie zastawionym stołem, ale – dla sprawienia królowi despektu – bez krzeseł. Odtąd przyjęcia na stojąco nazywano „stołem szwedzkim”. Ta – najprawdopodobniej fałszywa – historia jest często przytaczana na Zamojszczyźnie.